# Alex Fain
Alexandre Marie Alphonse Jean „Alex“ Fain (geboren am 9. August 1912 in Mechelen; gestorben am 4. Januar 2009 in Brüssel) war ein belgischer Tropenmediziner, Acarologe und Parasitologe.

## Jugend und Studium
Alex Fain wuchs in einer Familie mit französischer, flämischer und deutscher Herkunft in Brüssel auf. Nach dem Besuch einer katholischen Schule in Brüssel nahm er 1932 ein Studium der Medizin an der Université catholique de Louvain auf. 1938 graduierte er und ging als Arzt nach Belgisch-Kongo.

## Belgisch-Kongo
Während seiner 18 Jahre in Belgisch-Kongo war Fain zunächst Direktor einer Klinik und arbeitete als Arzt. Später wurde er Direktor des medizinischen Labors für Belgisch-Kongo und Ruanda. Als passionierter Jäger machte er es sich zur Angewohnheit, seine Jagdtrophäen auf Parasiten zu untersuchen. So hatte er Zugang zu parasitischen Würmern und Gliederfüßern, insbesondere zu Milben. Während seiner Zeit in Belgisch-Kongo begann Fain eine umfangreiche Sammlung parasitärer Milben aufzubauen, die er später dem Königlich-Belgischen Institut für Naturwissenschaften übergab. Sie ist heute eine der bedeutendsten Sammlungen ihrer Art.

## Forschung und Lehre
Als Fain 1957 nach Belgien zurückkehrte, war er bereits ein weltweit bekannter Acarologe. Er begann am Institut für Tropenmedizin der Universität Antwerpen und an der Université catholique de Louvain Parasitologie zu lehren. Hinzu kamen Gastvorlesungen in Acarologie an mehreren Universitäten in Frankreich, Großbritannien und der Schweiz.
Sein Forschungsschwerpunkt waren die parasitischen Milben der Säugetiere. Als die Gefahr durch allergieauslösende Hausstaubmilben erkannt wurde, erstellte er eine Systematik dieser Milben, die die Forschungsarbeit von Allergologen deutlich erleichterte.
Fain beschrieb mehr als 2.580 Taxa, überwiegend Parasiten, darunter alleine 2.407 Milben, aber auch Helminthen, und Insekten. Er verfasste alleine oder gemeinsam mit Fachkollegen mehr als 1160 Publikationen. Fains enormes Arbeitspensum, mit bis zu fünf Erstbeschreibungen täglich, führten in Fachkreisen zu der falschen Annahme, er verfüge über ein perfekt ausgestattetes Labor und einen großen Stab von Mitarbeitern. Tatsächlich war Fain neben der Tätigkeit in seinem Institut zu Vorlesungen verpflichtet, arbeitete weiter als Allgemeinmediziner und widmete viel Zeit und Aufmerksamkeit seiner Ehefrau und seinen drei Kindern. Für seine Forschungen erhielt er nur geringe öffentliche Mittel und sein wichtigstes Instrument war ein recht altes Mikroskop. Zeitweise bezahlte er bei der Vorbereitung von Monografien professionelle Zeichner aus der eigenen Tasche. Wiederholt nutzte er seinen Jahresurlaub, um in den Sammlungen des Natural History Museums in London Milben von den in Alkohol konservierten Säugetieren zu bergen. Auf Vermittlung seines US-amerikanischen Freundes und Kollegen Edward Baker erhielt Fain Fördermittel für die Erforschung von Grabmilben und besuchte mehrmals Museen in den Vereinigten Staaten.
1982 zog Fain sich aus der Lehre zurück. Er begann ehrenamtlich am Königlich-Belgischen Institut für Naturwissenschaften in Brüssel zu arbeiten, wo ihm ein Büro und weitere Ressourcen zur Verfügung gestellt wurden. Damit begann Fains produktivste Phase, er arbeitete bis 2006 täglich vier bis fünf Stunden im Institut, und am Abend zu Hause wiederum mehrere Stunden.
Fain war Mitglied zahlreicher wissenschaftlicher Gesellschaften in Belgien und im Ausland, die sich mit der Acarologie oder der Parasitologie befassen. Er war Berater der Weltgesundheitsorganisation.

## Ehrungen und Dedikationsnamen (Auswahl)
- Ritter des Löwenordens (1947)
- Médaille de l'effort de guerre colonial 1940–1945 (1948)
- Verdienstmedaille in Gold des Afrikanischen Sternenordens (1956)
- Großoffizier des Kronenordens (1976)
- Großoffizier des Ordens Leopolds II. (1982)[6]

Nach Alex Fain wurden zahlreiche Taxa der Wirbellosen benannt, darunter die folgenden:
- Fainia Zumpt, 1973
- Anopheles faini Leleup, 1952
- Araeopsylla faini Beaucournu, 1981
- Chauliopleona faini Larsen, 2005
- Mansa faini Benoit, 1954
- Rickia fainii Balazuc, 1990

## Veröffentlichungen (Auswahl)
- Helminthologie médicale.  Institut de médecine tropicale Prince Léopold, Antwerpen, 1972
- (mit B. Guérin und B. J. Hart) Acariens et allergies. Allerbio, Varennes en Argonne 1988
- Les tiques de Belgique. Institut Royal des Sciences Naturelles de Belgique, Brüssel, 1990